# TOMZUIN H
TOMZUIN H（トムズィン・エイチ、1970年 - ）は、日本の音楽プロデューサー、作曲家・編曲家、エレクトロニック・ミュージシャン。名付け親はホッピー神山。本名：原田智弘（はらだ ともひろ）。日本大学芸術学部演劇学科卒。

## 経歴

### 大学卒業まで
13歳よりシンセサイザーを所有、10代はバンド活動と並行してカセットMTRによる多重録音を行う。大学在学時よりCM音楽作曲、サウンドプログラミングなどの仕事を経験。大学卒業後20代前半は外部サウンドデザイナーとして楽器メーカーのシンセサイザー研究開発、サウンドプログラミングに携わる。
1998年、実姉・原田雅子、矢野慶一らと有限会社イニス（現在の株式会社イニス）を設立、マルチメディアコンテンツ、ゲーム、サンプリング音源ライブラリの開発を行う。
代表作はギタルマン（PS2）、ギタルマンLIVE（PSP）、サンプリング音源 FUELシリーズ（AKAIS3000、ヤマハ A4000、ACID）など。音楽プロデューサーを務めたギタルマンで音楽を担当したCOILに感銘を受け、その後COIL、元ちとせの作品に関わる。この制作活動をきっかけに宅録の原点に回帰、音楽にプライオリティを置いた活動するため独立、SONICA CO., LTD.を設立する。
2001年、音楽コンテンツ制作、サウンド&テクノロジー開発、ソフトウェアの開発をする会社、SONICA CO., LTD.を設立。楽器メーカーへのコンサリューション、研究開発、商業音楽の制作受注を基盤にしながらも音楽アーティストとのコラボレーションを重視した活動に移る。この頃、前述のホッピー神山との出会いから様々なアーティストとの繋がりが増えた。同時にTOMZUIN H名義でのアーティストとしても活動を開始。

## ディスコグラフィ
- 『bird people』
  - 2004年、1stソロアルバムリリース。共同プロデューサーはホッピー神山。
  - ゲストアーティストとして原田郁子、ヤドランカ、Bradford Reed、坂東次郎らが参加。
- 『savon』
  - 2005年、ロボピッチャー、京都町内会バンドでも活動するベーシスト有田さとこと『ANT★LION』を結成、『savon』をリリース。TOMZUIN Hはローズ・ピアノ・モーグ・シンセサイザーを演奏している。
- 『Ring』
  - 2013年、9年ぶりに発表。「長い音」をコンセプトに、ロングトーン、ポルタメント、レガート音を持ち味とする演奏家・楽器を主人公にオリジナリティ溢れる楽曲を構築。
  - サキタハヂメによるノコギリ演奏、雅楽界から先鋭的演奏家 石川高による笙の演奏、クラシック音楽界から作曲家でもある筒井香織によるクラリネット演奏、映画界からサウンドエディター勝俣まさとしによるSound FX、大野雄二率いる「Lupintic Five」のメンバーとして頭角を現したギタリスト和泉聡志によるエレクトリック・ギター、愛機「Prophet-5」が演奏家として参加。

## 編曲・プロデュース・外部演奏活動
作品のリリースをきっかけ大木彩乃、種ともこ、笹野みちる、ニルギリス、ヨーコトリヤベ、Fayray、アルケミスト、原田博行らからのオファーに応え、編曲、サウンドプロデュース、キーボーディストとしてツアー参加など積極的に関わる。特に大木作品では作品づくりからライブまで深く関わり独特の音世界を築いた。
- 元ちとせ
  - 2002年「ハミングバード」
    - エレクトロ・トラック・アレンジ、プログラミング。＜シングル「この街」C/W＞
- 大木彩乃
  - 2005年「月とダンス」
    - プロデュース／編曲／プログラミング／ミキシング
- Fayray
  - 2006年 「ひとりよりふたり」（NHK連続テレビ小説『芋たこなんきん』主題歌）
    - プログラミング。

  - 同年 「光」（TBS系ドラマ『笑える恋はしたくない』主題歌）
    - プログラミング。

  - 2007年 「ゼロ」（TBS系ドラマ愛の劇場『マイフェアボーイ』主題歌）
    - プログラミング。
- リア・ディゾン
  - 2007年、ha-jからの呼びかけで「Again and again」（アルバムDestiny Line収録）を共同アレンジ。
- ジャニーズ事務所関連
  - 2007年
    - ジュニアコンサート@お台場：オープニング 編曲（オーケストレーション）
    - ジャニーズワールドウイング 翼 Premium2007：劇中歌 編曲

  - 2008年 タッキー “滝沢演舞城”「星をめざして ジュニアバージョン」編曲 他多数
- Eテレ「シャキーン」
  - 2008年オープニング楽曲、キーボード参加。
  - 2009年「クラッパラ!」、TDエンジニアリング／キーボード
- アルケミスト
  - 2007年メジャー・デビュー・アルバム「ミズキリスタート」に編曲と音楽プロデュースを担当。以後アルケミストの全作品のプロデュースとアレンジを務める。
  - 2011年積水ハウスCM 「積水ハウスのうた “僕らの街”バージョン」編曲
- rica tomorl（ex 東京エスムジカ）
  - 2008年ソロデビューアルバム「shell works」で2曲編曲担当。以後、永田"zelly"健志（音楽プロデューサー/ギタリスト）とともにrica tomorl作品に深く関わるようになる。

## サンプリング音源開発

### Sonica Instruments
運営するSonica社内にSonica Instrumentsを設立。得意とするサンプリング音源の開発をスタート。
- 第1作「Japanese Taiko Percussion for BFD2.1」
  - 2008年、FXpansion BFD2.1専用ライブラリーとして世界初の和太鼓音源ソフトを開発。世界で販売され和太鼓音源の定番として評判になり、3D映像が大きな話題となった某ハリウッド映画内でも使用された。
- 第2作「KABUKI & NOH PERCUSSION for BFD2.1  BFD Eco」
  - 2012年、歌舞伎と能の囃子に不可欠な鼓、大鼓、締太鼓、そして能管、かけ声（ヤ声、ハ声）、鳴り物（打楽器）の 他、足拍子や附け打ちなど56種の貴重な楽器を収録。
- KOTO 13 Virtuoso Japanese Series for Kontakt 5
  - 十三絃箏のリアル音源ライブラリー。箏の音源としては音楽業界のワールドスタンダード作に。
- TSUGARU SHAMISEN Virtuoso Japanese Series for Kontakt 5
  - 津軽三味線のリアル音源ライブラリー。唯一無二の津軽三味線音源。
- SHAKUHACHI Virtuoso Japanese Series for Kontakt 5
  - 尺八のリアル音源ライブラリー。自社開発のキートリガーコネクションによって、演奏中に（持続音中）に奏法を自然につなげて演奏が可能。
- SHO Virtuoso Japanese Series for Kontakt 5
  - 雅楽で使われる笙のリアル音源ライブラリー。自社開発のキートリガーコネクションによって、演奏中に（持続音中）に奏法を自然につなげて演奏が可能。
  - 笙の竹をモデル何しており、笙の演奏家が楽器の指使いをそのまま白鍵で再現するキー配列も装備。
- KABUKI & NOH PERCUSSION 96k Master Edition for Kontakt 5.7 
  - 第二作のKABUKI & NOH PERCUSSION for BFD2.1を24bit / 96kHzで再構築、さらに能楽堂での足拍子、多数の掛け声、多数の納棺フレーズを新録して大幅なリニューアル作。
  - 世界で唯一無二の邦楽打楽器ライブラリー。

## サウンドプロジェクション開発

### ソラソレ堂
- 2013年6月Sonica社内に音サイネージとサウンドプロジェクションを事業化する「ソラソレ堂」を設立。
- 2013年8月、タケオキクチビル（渋谷区神宮前）内の西山逸成シェフのお店「RÉFECTOIRE」にて開催される「大人の文化祭」に初出店。平面波を出すTLFスピーカーなどを使って音を投影するという、新しい試みを開始。